# Мария Анна Браганская-Кобург
Мария Анна Фернанда Леопольдина Микаэла Рафаэла Габриела Карлотта Антония Юлия Витория Пракседес Франциска де Ассиз Гонзага (порт. Maria Anna Fernanda Leopoldina Micaela Rafaela Gabriela Carlota Antónia Júlia Vitória Praxedes Francisca de Assis Gonzaga; 21 июля 1843, Лиссабон — 5 февраля 1884, Дрезден) — принцесса (инфанта) Португалии из династии Браганса-Кобург, наследная принцесса Саксонии как супруга саксонского наследного принца Георга.

## Биография
Мария Анна была дочерью короля-консорта Португалии Фернанду II и королевы Португалии Марии II. 11 мая 1859 года она в Лиссабоне выходит замуж за саксонского принца Георга, ставшего позднее королём Саксонии под именем Георга I, сына саксонского короля Иоанна I и принцессы Амалии Августы Баварской. В этом браке у Марии Анны родились восемь детей:
- Мария Иоанна Амалия Фердинанда Антония Луиза Юлиана (1860—1861)
- Елизавета Альбертина Каролина Сидония Фердинанда Леопольдина Антония Августа Клементина (1862—1863)
- Матильда Мария Августа Виктория Леопольдина Каролина Луиза Франциска Йозефа (1863—1933)
- Фридрих Август III (1865—1932)
- Мария Йозефа Луиза Филиппина Елизавета Пия Анжелика Маргарет (1867—1932), замужем за эрцгерцогом Отто
- Иоганн Георг Пий Карл Леопольд Мария Януарий Анаклет (1869—1938), женат на Марии Изабелле Вюртембергской (1871—1904), затем на Марии Иммакулате Бурбон-Сицилийской (1874—1947)
- Максимилиан Вильгельм Август Альберт (1870—1951), католический священник
- Альберт Карл Антон Людвиг Вильгельм Виктор (1875—1900), погиб в результате транспортного происшествия, детей нет.

Мария Анна скончалась в возрасте 40 лет. Похоронена в Дворцовой церкви в Дрездене. Сын Марии Анны, король Фридрих Август III, учредил в память о ней орден Марии Анны.